# Sissi (film)
A Sissi (vagy Sissi – A magyarok királynéja) 1955-ben bemutatott német–osztrák romantikus film Ernst Marischka rendezésében, Romy Schneider és Karlheinz Böhm főszereplésével. A Sissi-filmtrilógia első része, amely Wittelsbach Erzsébet („Sissi”) osztrák császárné életét mutatja be.

## Cselekmény
Az első rész az Ischlbe szóló uralkodói meghívás kézbesítésének idején veszi kezdetét, 1853 augusztusában Possenhofenben. Az epizód 1854 áprilisában, Ferenc József és Sissi bécsi házasságkötésével zárul.

## Szereplők[6]
- Romy Schneider („Sissi”, Erzsébet császárné) – Györgyi Anna
- Karlheinz Böhm (Ferenc József császár) – Rátóti Zoltán
- Magda Schneider (Ludovika hercegnő) – Földi Teri
- Uta Franz (Ilona bajor hercegnő) – Tóth Enikő
- Gustav Knuth (Miksa herceg) – Vajda László
- Vilma Degischer (Zsófia főhercegné) – Tóth Judit
- Josef Meinrad (Böckl ezredes) – Tahi-Tóth László
- Erich Nikowitz (Ferenc Károly főherceg) – Suka Sándor
- Karl Fochler (von Grünne gróf) – Kenderesi Tibor
- Peter Weck (Károly Lajos főherceg) – Kerekes József
- Franz Böheim (Johann Petzmacher) – Faragó József
- Hilde Wagener (Wulffen bárónő) – Menszátor Magdolna